# Ба (буква арабского алфавита)
Ба (араб. ﺏ‎ — ба̄’) — вторая буква арабского алфавита. Происходит от буквы «бет» финикийского алфавита. Соответствует фонеме /b/ литературного арабского языка. Относится к лунным буквам.

## Написание
Несколько ﺏ, следующих друг за другом, могут для ясности различаться высотой или увеличенным расстоянием между ними. Алиф после ба пишется снизу вверх, даль и заль слегка выпрямляют «спинку» (بد и بذ), причем соединительная дужка касается линии строки.

## Абджадия
Букве соответствует число 2.

## Произношение
Буква «ба» обозначает звонкий губно-губной взрывной согласный [b]. Особенно выразительно[как?] он произносится, если над ним стоит знак беззвучности «сукун», так как «ба» — одна из букв калькаля.
«При артикуляции (произнесении) арабских средних согласных (б), (ф), (т), (д), (с), (з), (м), (н) органы речи (язык и губы), как и при артикуляции русских мягких согласных, не напрягаются».

## Буква ханифи
Ба (𐴁) — вторая буква алфавита ханифи для языка рохинджа. Обозначает звук [b], в арабском варианте алфавита для рохинджа ей соответствует ب, в латинском варианте — B b.